# Caulobacteraceae
Die Caulobacteraceae sind eine Familie innerhalb der Alphaproteobacteria. Alle Vertreter sind aerob, benötigen also freien Sauerstoff für den Stoffwechsel und sind chemoorganotroph. Sie kommen in oligotrophen Gewässern vor.

## Dimorpher Lebenszyklus

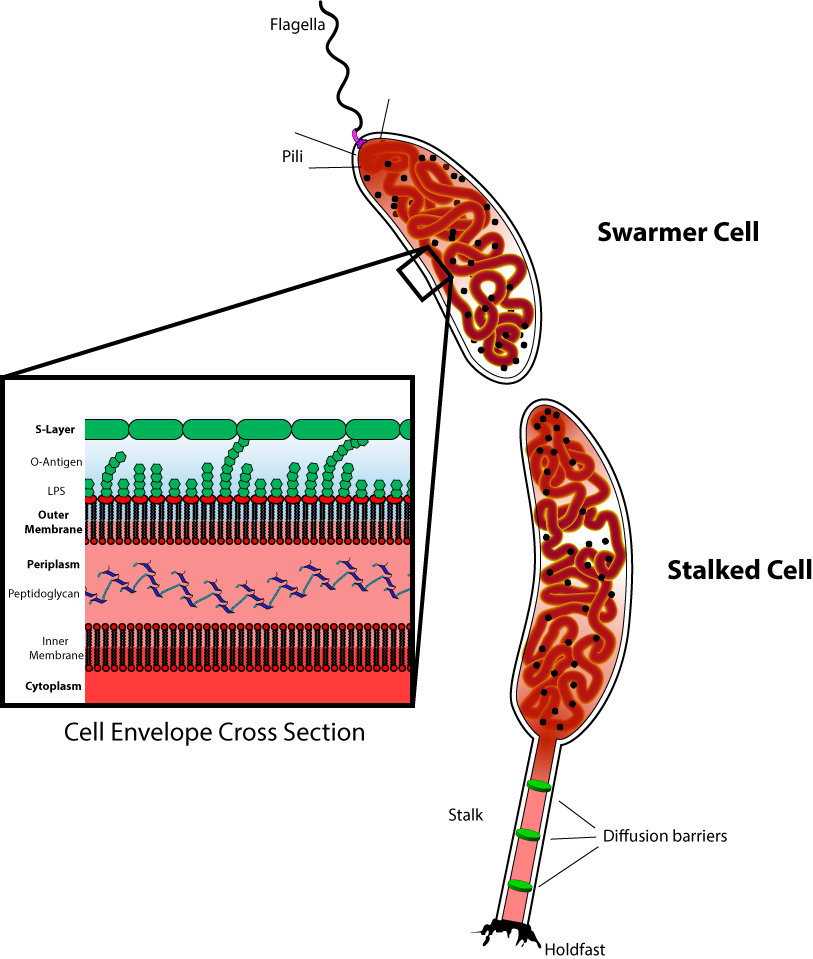
Schwärmerzelle (oben) und sessile Zelle von Caulobacter

Die Zellen einiger Arten der Gattungen Asticcacaulis, Caulobacter und Brevundimonas besitzen Prostheken (Prosthecae), hierbei handelt es sich um Ausstülpungen der Zelle, bestehend aus der Zellwand außen und Zellmembran-umhülltem Zytoplasma innen.
Außer bei der Gattung Asticcacaulis dienen die Prostheken als Stiele, mit deren Hilfe sich die Bakterien an ein Substrat anheften können. Hierbei findet man eine Besonderheit bei der Zellteilung, welche bei Caulobacter besonders intensiv untersucht wurde: Eine bestielte Zelle bildet durch Querteilung eine längliche Tochterzelle ohne Stiel. Diese dem Stiel gegenüber befindliche Tochterzelle bildet eine Flagelle am freien Ende aus, wodurch sie sich nach der Zellteilung und Abtrennung von der Mutterzelle frei schwimmend bewegen kann. Daher spricht man auch von Schwärmerzellen. Die Schwärmerzelle bleibt eine Zeit lang aktiv beweglich, bis sie ihrerseits wieder einen Stiel ausbildet und sich an ein Substrat anheftet, also sessil wird. Dieser dimorphe Lebenszyklus tritt auch bei der Gattung Planctomyces auf.
Der ökologische Vorteil dieses Dimorphismus liegt darin, dass einerseits die Bakterien sessil leben können und somit in einem fließenden Medium ständig Nährstoffe herangeführt und Stoffwechselprodukte abgeführt werden, dass aber andererseits durch die Schwärmer eine Verbreitung möglich ist.
Die Zellen der Gattungen Asticcacaulis besitzen ebenfalls Prostheken, allerdings haften die Zellen nicht mit den Fortsätzen an dem Untergrund. Das Haftorgan befindet sich bei dieser Gattung direkt am Pol der Zelle. Die Art Asticcacaulis biprosthecum besitzt zwei Prostheken.
Die Prostheken können auch der Nahrungsaufnahme dienen, indem sie die Zelloberfläche vergrößern. Ein großes Oberflächen-Volumen-Bakterien verbessert die Fähigkeit zu der Aufnahme von Nährstoffen und der Abgabe von Stoffwechselendprodukten die nicht mehr genutzt werden.

## Kurzbeschreibung einiger Gattungen
Die Vertreter sind streng respiratorisch und auf Sauerstoff angewiesen (aerob), O2 dient als einziger terminaler Elektronen Akzeptor für das Wachstum. Bei den Gattungen Caulobacter, Asticcacaulis und Brevundimonas wurde im Labor bei Anwesenheit von Glucose der Entner-Doudoroff-Weg im Stoffwechsel zur Energiegewinnung nachgewiesen.
- Caulobacter: Mehr oder weniger stäbchenförmige, bestielte Zellen mit einer Größe im Bereich von 0,4 – 0,6 × 1 – 2 µm.
- Asticcacaulis: Die Zellen sind stäbchenförmig und besitzen Prostheken. Diese sind nicht mit dem Grund verbunden, die Zellen haften vielmehr mit den Polen durch Ausscheidung einer Haftsubstanz am Substrat. Die Zellgröße liegt innerhalb von 0,5 – 0,7 × 1 – 3 µm.
- Brevundimonas: Einige Arten sind ebenfalls bestielt. Die Zellen sind ca. 0,4 – 0,5 × 1 – 2 µm groß und stäbchenförmig.
- Phenylobacterium: Die Zellen sind stäbchenförmig oder kokkoid. Die Zellengröße liegt im Bereich von 0,7 – 1,0 × 1,0 – 2,0 µm. Flagellen oder Geißeln sind nicht vorhanden, die Zellen sind nicht beweglich.

## Systematik
Die Familie Caulobacteraceae zählt zu der Ordnung Caulobacterales. Caulobacterales ist die Typusordnung der Alphaproteobacteria. Mit wenigen Ausnahmen beschreiben die Caulobacterales eine phylogenetisch klar abgegrenzte Linie. Die Typusgattung, sowohl der Ordnung Caulobacterales als auch der Familie Caulobacteraceae, ist Caulobacter und wurde bereits 1935 mit der Typusart Caulobacter vibriodes beschrieben. Zu der Ordnung zählen außer den Caulobacteraceae noch die Familien Maricaulaceae und Hyphomonadaceae.
Einige Gattungen und Arten dieser Familie (Stand Oktober 2022):
- Aquidulcibacter Cai et al. 2018
  - A. paucihalophilus Cai et al. 2018
- Asticcacaulis Poindexter 1964
  - A. benevestitus Vasilyeva et al. 2006
  - A. biprosthecium Pate et al. 1973
  - A. endophyticus Zhu et al. 2014
  - A. excentricus Poindexter 1964
  - A. solisilvae Kim et al. 2013
  - A. taihuensis Liu et al. 2005

- Brevundimonas Segers et al. 1994 emend. Abraham et al. 1999
  - B. abyssalis Tsubouchi et al. 2013
  - B. alba Poindexter 1964
  - B. albigilva Pham et al. 2016
  - B. aurantiaca (ex Poindexter 1964) Abraham et al. 1999
  - B. aveniformis Ryu et al. 2007
  - B. bacteroides Poindexter 1964 (Approved Lists 1980)
  - B. basaltis Choi et al.
  - B. bullata (Gray and Thornton 1928) Kang et al. 2009
  - B. denitrificans Tsubouchi et al. 2014
  - B. diminuta (Leifson and Hugh 1954) Segers et al., 1994
  - B. faecalis Scotta et al. 2012
  - B. halotolerans Abraham et al. 2010
  - B. humi Dahal and Kim 2018
  - B. intermedia (Poindexter 1964) Abraham et al. 1999
  - B. kwangchunensis Yoon et al. 2006
  - B. lenta Yoon et al. 2007
  - B. mediterranea Fritz et al. 2005
  - B. naejangsanensis Kang et al. 2009
  - B. nasdae Li et al. 2004
  - B. poindexterae Abraham et al. 2010
  - B. staleyi Abraham et al. 2010
  - B. subvibrioides (Poindexter 1964) Abraham et al. 1999
  - B. terrae Yoon et al. 2006
  - B. vancanneytii Estrela and Abraham 2010
  - B. variabilis (Poindexter 1989) Abraham et al. 1999
  - B. vesicularis (Büsing et al. 1953) Segers et al. 1994
  - B. viscosa Wang et al. 2012

- Caulobacter Henrici and Johnson 1935
  - C. daechungensis Jin et al. 2013
  - C. flavus Sun et al. 2015
  - C. fusiformis Poindexter. 1964
  - C. ginsengisoli Liu et al. 2011
  - C. henricii Poindexter 1964
  - C. hibisci Moya et al. 2017
  - C. mirabilis Abraham et al. 2008
  - C. profundus Jin et al. 2014
  - C. rhizosphaerae Sun et al. 2017
  - C. segnis (Urakami et al. 1990) Abraham et al. 1999
  - C. vibrioides Henrici and Johnson 1935

- Phenylobacterium Lingens et al. 1985
  - P. aquaticum Jo et al. 2016
  - P. composti Weon et al. 2008
  - P. conjunctum Abraham et al. 2008
  - P. deserti Khan et al. 2017
  - P. falsum Tiago et al. 2005
  - P. haematophilum Abraham et al. 2008
  - P. hankyongense Choi et al. 2018
  - P. immobile Lingens et al. 1985
  - P. koreense Aslam et al. 2005
  - P. kunshanense Chu et al. 2015
  - P. lituiforme Kanso and Patel 2004
  - P. muchangponense Oh and Roh 2012
  - P. panacisFarh et al. 2016
  - P. terrae Khan et al. 2019

- Pseudaquidulcibacter Liu et al. 2022
  - P. saccharophilus Liu et al. 2022

- Terricaulis Vieira et al. 2020
  - T. silvestris Vieira et al. 2020